# Prata Sannita
Prata Sannita é uma comuna italiana da região da Campania, província de Caserta, com cerca de 1.699 habitantes. Estende-se por uma área de 21 km², tendo uma densidade populacional de 81 hab/km². Faz fronteira com Ailano, Ciorlano, Fontegreca, Gallo Matese, Letino, Pratella, Raviscanina, Valle Agricola.

## Demografia
| Variação demográfica do município entre 1861 e 2011                               |
|                                                                                   |
| Fonte: Istituto Nazionale di Statistica (ISTAT) - Elaboração gráfica da Wikipedia |